# From the Cradle
Albums de Eric Clapton
Unplugged
(1992) Pilgrim
(1998)
From the Cradle est un album blues d'Eric Clapton sorti en 1994. Il a remporté le Grammy Award du meilleur album de blues traditionnel.
From the Cradle est l’album que beaucoup d'admirateurs d'Eric Clapton attendaient depuis 1966. Clapton rend hommage à la plupart de ses héros, et plus largement au Chicago blues des années 1950. L’album le plus proche de sa discographie était alors sans doute celui enregistré avec John Mayall moins puriste avec des arrangements et une interprétation restant très anglais. Paradoxalement l’album pourtant peu commercial et d’approche difficile devient n°1 et double disque d’or en France.

## Musiciens
- Eric Clapton (Guitare, chant)
- Andy Fairweather-Low (Guitare)
- Chris Stainton (Claviers)
- Dave Bronze (Basse)
- Jim Keltner (Batterie)
- Jerry Portnoy (Harmonica)
- Roddy Lorimer (Trompette)
- Simon Clarke (Saxophone)
- Tim Sanders (Saxophone)

## Les titres
1. Blues Before Sunrise (Leroy Carr) – 2:58
2. Third Degree (Eddie Boyd/Willie Dixon) – 5:07
3. Reconsider Baby (Lowell Fulson) – 3:20
4. Hoochie Coochie Man (Willie Dixon) – 3:16
5. Five Long Years (Eddie Boyd) – 4:47
6. I'm Tore Down (Sonny Thompson) – 3:02
7. How Long Blues (Leroy Carr) – 3:09
8. Goin' Away Baby (Lane) – 4:00
9. Blues Leave Me Alone (Lane) – 3:36
10. Sinner's Prayer (Lowell Fulson/Glenn) – 3:20
11. Motherless Child (traditionnel) – 2:57
12. It Hurts Me Too (Elmore James) – 3:17
13. Someday after a While (Freddie King/Sonny Thompson) – 4:27
14. Standin' Round Crying (McKinley Morganfield) – 3:39
15. Driftin' (Charles Brown/Johnny Moore/Eddie Williams) (Johnny Moore's Three Blazers) – 3:10
16. Groaning The Blues (Willie Dixon) – 6:05

## L'album
Si Clapton avait guitaristiquement parlant les moyens d'enregistrer un tel album depuis les années 1960, il en est désormais aussi capable vocalement. 
C’est d’ailleurs ce qui frappe à l’écoute de From The Cradle : la qualité d’interprétation vocale de Clapton. Sa technique s’est considérablement améliorée avec les années, et son vibrato est désormais tout à fait convaincant. 
Ce qui est plus étonnant, c’est le mimétisme vocal dont Clapton fait preuve : il chante comme Elmore James sur Blues Before Sunrise et It Hurts Me Too. Il joue d’ailleurs de la slide dans le même style que lui.
C’est le reproche principal adressé par les critiques à cet album : où se situe l’intérêt de reprendre quasi à l’identique certains classiques du blues ?
Car ce qui est vrai pour Elmore James vaut aussi pour Muddy Waters (Hoochie Coochie Man et Standin’ Round Cryin’), Ray Charles (reprise réussie de Sinner’s Prayer), Freddie King, son idole de toujours (I’m Tore Down et Someday After A While).
L’intérêt de l’album réside en fait surtout dans l’intensité et la qualité des interprétations. Sa version de It Hurts Me Too, classique repris à maintes reprises, est saisissante de vérité, d’émotion. Clapton revient à l’âge d’or du blues, et le débarrasse des productions plus aseptisées qui composent son répertoire depuis des années déjà; il joue cette musique avec un amour et une passion à des années-lumière de l’image qu’on pouvait facilement avoir de lui alors.
L’autre tour de force réside dans la variété des styles de blues abordés.
Il faut aussi noter le superbe travail des musiciens. Jim Keltner réussit l’exploit d’être varié et créatif, tout en respectant l’esprit de l’album. L’harmonica de Jerry Portnoy est lourd et gras à souhait. Les puissantes lignes de basse de Dave Bronze et la guitare rythmique d'Andy Fairweather-Low servent la musique sans jamais se mettre en avant. Quant à Chris Stainton, il est remarquable dans toutes ses interventions.
En tant que guitariste, Clapton montre qu'il est une véritable encyclopédie du blues.
Fier héritier d’Elmore James à la slide (ses deux reprises), il ne dédaigne pas jouer acoustique (Driftin’ Blues, dans le prolongement d’Unplugged), ou laisser parler son seul toucher (Third Degree). Puriste par moments (Reconsider Baby, I’m Tore Down), il laisse aussi éclater sa vraie nature, en fils spirituel de Freddie King, avec des solos d’une grande générosité (Five Long Years, Someday After A While et Groanin’ The Blues).